# Stephen Hibbert
Stephen Hibbert (Fleetwood, 14 giugno 1957) è un attore statunitense.
Debutta nel 1993 con un ruolo in Crescere, che fatica!, una serie televisiva; il suo ruolo più noto è probabilmente quello dello "storpio" nell'episodio L'orologio d'oro di Pulp Fiction di Quentin Tarantino, del 1994, anche se essendo mascherato non si vede mai in volto. Ha partecipato a due film della serie di Austin Powers: Austin Powers - Il controspione e Austin Powers - La spia che ci provava.